# Bạc Liêu (město)
Město Bạc Liêu se nachází ve východní části provincie Bạc Liêu a je jejím hlavním městem. Centrum města leží na břehu kanálu Bạc Liêu, 10 km od moře. Bạc Liêu je správním centrem a centrem ekonomiky provincie, která se skládá především z obchodu, služeb a zemědělství. V současnosti je Bạc Liêu městem 2. stupně.

## Geografie
Bạc Liêu leží ve východní části provincie Bạc Liêu, na souřadnicích 9°16’05’ severní šířky a 105°45’06’’ východní délky.
- Na severu hraničí s oblastí Vĩnh Lợi
- Na jihu hraničí s Jihočínským mořem
- Na západě hraničí s okresem Hoà Bình
- Na východě hraničí s městem Vĩnh Châu v provincii Sóc Trăng .